# استاد تايلاند الياباني
استاد تايلاند الياباني (بالإنجليزية: Thai-Japanese Stadium)‏ هو ملعب كرة قدم متعدد الأغراض يقع في بانكوك، تايلاند، يتسع لـ 10,320 متفرج.